# Micropterix isobasella
Micropterix isobasella és una espècie d'arna de la família Micropterigidae. Va ser descrita per Staudinger, l'any 1871.
És una espècie endèmica del sud de Suïssa i del nord d'Itàlia.